# Crouch (Tonbridge et Malling)
Pour les articles homonymes, voir Crouch.
Crouch est un hameau du district de Tonbridge et Malling, dans le comté du Kent.
Le hameau est situé près de la grande ville de Sevenoaks, des villages de Borough Green, Platt. Et des hameaux de Comp, Claygate Cross et Basted. Il est près de la Mereworth Woods, et de la Rivière Bourne.

## Transports
Il y a à proximité les routes A227 et l'A20 et les autoroutes M26, M20 et M25. La route principale traversant le village.

## Personnalités
- L'écrivain britannique Denton Welch (1915-1948) y a vécu de 1936 à sa mort.